# Baumhöhlenschwalm

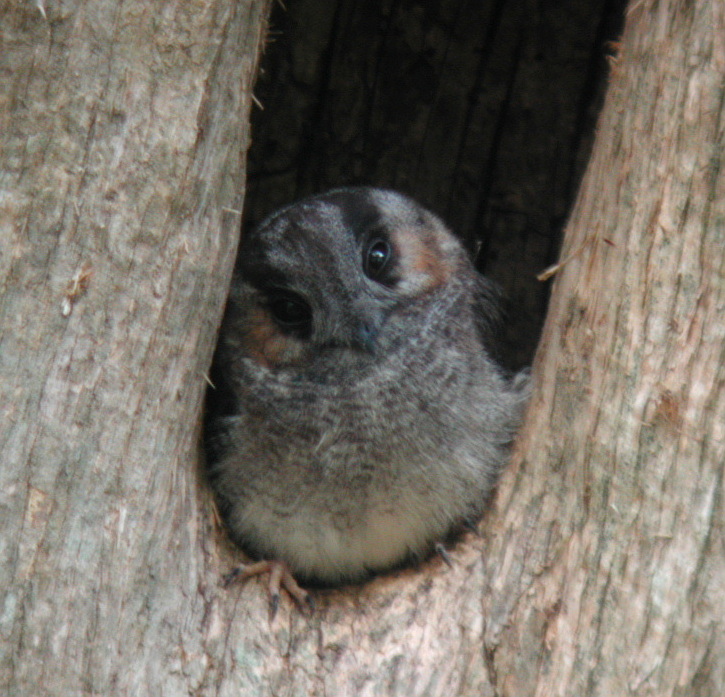
Baumhöhlenschwalm

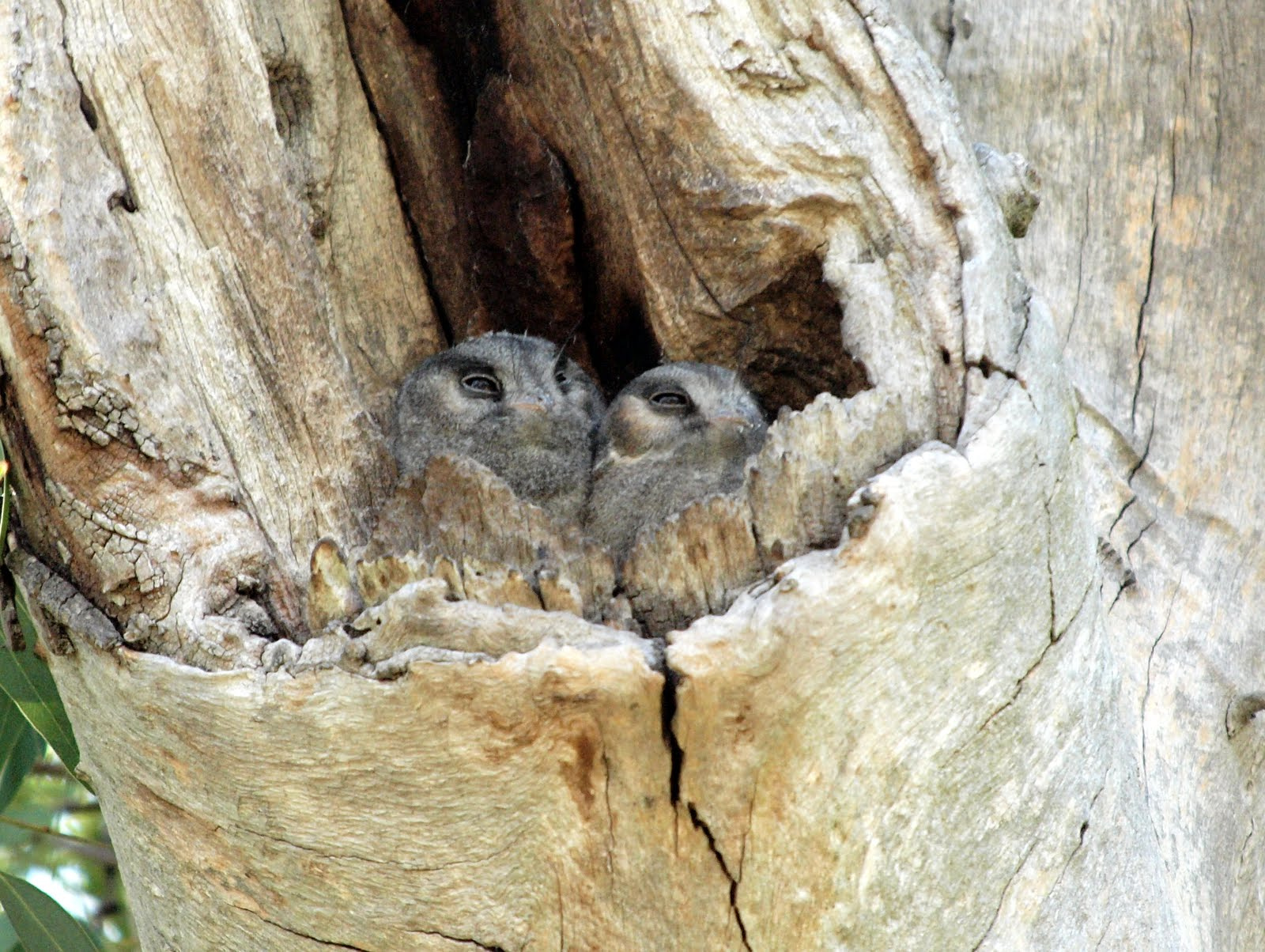
Ein Paar Baumhöhlenschwalme, Canberra, Australien

Der Baumhöhlenschwalm (Aegotheles cristatus), gelegentlich auch Baumschwalm oder Australischer Höhlenschwalm oder Australischer Zwergschwalm genannt, ist ein nachtaktiver Vogel aus der Familie der Höhlenschwalme (Aegotheles). Er kommt in ganz Australien und im südlichen Neuguinea in offenem Waldland vor. Er ist ein kleiner bis mittelgroßer Höhlenschwalm mit einer grauen Körperoberseite und einer weißen gestreiften Brust. Darüber hinaus ist er die häufigste Art der Höhlenschwalme und der bekannteste Vertreter dieser heimlich lebenden Familie. Wegen seines eulenartigen Erscheinungsbildes wird er in Australien auch „Motteneule“ (engl. Moth owl) oder „Feeneule“ (Fairy owl) genannt.
In Australien ist der Baumhöhlenschwalm häufig und trotz eines Rückgangs auf Grund der Konkurrenz eingeführter Arten  stuft die IUCN den Bestand als „nicht gefährdet“ (least concern) ein. Es werden in dem Verbreitungsgebiet des Baumhöhlenschwalms zwei Unterarten unterschieden.

## Beschreibung
Der Baumhöhlenschwalm erreicht eine Körperlänge von 21 bis 25 Zentimetern. Die Flügelspannweite beträgt 36 bis 44 Zentimeter. Der Schwanz hat eine Länge von 9,4 bis 12,2 Zentimetern. Das Gewicht liegt zwischen 42 und 52 Gramm. Die Weibchen sind geringfügig größer als die Männchen. Die Flügel laufen spitz aus, und die Füße sind für einen Vertreter dieser Familie ungewöhnlich groß. Fliegt er während des Tages auf, dann ist der Flug schnell und direkt. In der Nacht ist der Flug dagegen flatternd und mottenartig, was zu dem englischen Trivialnamen „Motteneule“ geführt hat. Trotz dieses flatternden Fluges ist er ein sehr geschickter Jäger, der einen Teil seiner Beute im Flug fängt. Verfolgt er dagegen seine Beutetiere auf dem Boden, erinnern sein schneller Lauf und sein Schwanzwippen an die Bewegungen von Bachstelzen.
Grundsätzlich ist das Gefieder des Baumhöhlenschwalms je nach Verbreitungsgebiet leicht unterschiedlich. Baumhöhlenschwalme, die auf Tasmanien leben, haben das dunkelste Gefieder. Das Körpergefieder ist grau mit feinen dunkleren Querstreifen, bei einigen Individuen ist das Gefieder auch rötlichbraun-grau oder rötlichbraun überwaschen. Grundsätzlich sind es die Weibchen, die einen solchen Gefiederton aufweisen.
Der Kopf ist grau mit einem schwarzen Streifen auf dem Scheitel und je einem über den Augen. Im Nacken verläuft ein blasser oder rotbrauner Streifen. Der Schwanz und die Flügel sind dunkel quergebändert. Oberhalb des Schnabels befinden sich einige Bürstenfedern. Der Schnabel ist schwarzgrau, die Augen dunkelbraun, die Füße sind fleischfarben.
Jungvögel gleichen in ihrem Gefieder den adulten Vögeln, bei ihnen sind die schwarzen Abzeichen am Kopf jedoch noch undeutlich.

## Verbreitungsgebiet und Lebensraum
Der Baumhöhlenschwalm kommt auf dem gesamten australischen Kontinent, auf Tasmanien und kleineren der Küste vorgelagerten Inseln vor. Er ist außerdem im Süden von Neuguinea verbreitet.
Der Baumhöhlenschwalm ist anpassungsfähig und kommt in lichten Wäldern, Mangrovensümpfen und Grasland ebenso vor wie in dichteren Waldgebieten. Er bevorzugt Eukalyptus- und Akazienwälder, kommt aber auch am Rand von Mangrovenwäldern vor und ist entlang von Straßen- und Wegrändern in Regenwäldern zu beobachten. Er ist ein Standvogel und die Paare besetzen jeweils ein Revier.

## Lebensweise
Der Baumhöhlenschwalm ist nachtaktiv. Tagsüber ruht er gewöhnlich einzeln in Höhlen oder Baumspalten.
Die Nahrung besteht überwiegend aus Insekten, die von Warten aus gefangen werden. Gelegentlich werden Insekten auch im Flug gefangen.
Der Baumhöhlenschwalm brütet in Höhlen und ist dabei meist auf Baumhöhlen angewiesen. Diese werden von beiden Elternvögeln mit Blättern ausgelegt. Bevorzugt benutzen sie dafür Eukalyptusblätter. Möglicherweise trägt dies dazu bei, die Zahl von Parasiten gering zu halten. Die Brutzeit fällt in den Zeitraum August bis Dezember. Das Gelege besteht aus drei bis vier Eiern. Es brütet nur der weibliche Elternvogel. Die Brutzeit beträgt knapp einen Monat. Die Nestlinge werden von beiden Elternvögeln versorgt. Die Jungen sind sehr aktiv und klettern im Nest auch über die hudernden Elternvögel.

## Einzelbelege
1. 1 2  Strahan: Cuckoos, Nightbirds & Kingfishers of Australia. S. 100.
2. ↑  Aegotheles cristatus in der Roten Liste gefährdeter Arten der IUCN 2016.1. Eingestellt von: BirdLife International, 2016. Abgerufen am 17. Dezember 2016.
3. 1 2  Strahan: Cuckoos, Nightbirds & Kingfishers of Australia. S. 102.
4. 1 2  Strahan: Cuckoos, Nightbirds & Kingfishers of Australia. S. 101.